# اشپیتز فنلاندی
اشپیتز فنلاندی (به انگلیسی: Finnish Spitz)، نام یکی از نژادهای سگ است که خاستگاه آن به فنلاند بازمی‌گردد.سگ